# Newton Heath F.C. mùa bóng 1899–1900
Mùa giải 1899–1900 là mùa thứ tám của Newton Heath trong giải Liên đoàn bóng đá và mùa giải thứ sáu trong giải bóng đá hạng hai. Đội bóng kết thúc mùa giải với vị trí thứ tư, với kết quả đó không đủ giúp Đội bóng dự trận đấu loại để có cơ hội trở lại giải hạng Nhất. Tại giải FA Cup, Đội bóng đã bị loại tại vòng sơ loại đầu tiên bởi South Shore.
Câu lạc bộ cũng tham gia tại giải Lancashire Senior Cup và Manchester Senior Cup trong mùa giải 1899-1900. Câu lạc bộ nói lời tạm biệt với vòng thứ ba của Manchester Senior Cup, khi thua 5-0 bởi Bury. Tương tự ở giải Lancashire Cup, khi Đội bóng đánh bại Bolton Wanderers với tỷ số 3-2 ở vòng đầu tiên trước khi để thua 1-0 trước Southport Central ở vòng thứ hai.

## Giải bóng đá hạng hai (Second Division)
| Thời gian            | Đối thủ              | H/A | Tỷ số Bt-Bb | Cầu thủ ghi bàn                                       | Số lượng khán giả |
| -------------------- | -------------------- | --- | ----------- | ----------------------------------------------------- | ----------------- |
| 2 tháng 9 năm 1899   | Gainsborough Trinity | H   | 2 – 2       | Cassidy, Lee                                          | 8,000             |
| 9 tháng 9 năm 1899   | Bolton Wanderers     | A   | 1 – 2       | Ambler                                                | 5,000             |
| 16 tháng 9 năm 1899  | Loughborough         | H   | 4 – 0       | Bain, Cassidy, Griffiths, own goal                    | 6,000             |
| 23 tháng 9 năm 1899  | Burton Swifts        | A   | 0 – 0       |                                                       | 2,000             |
| 30 tháng 9 năm 1899  | Sheffield Wednesday  | A   | 1 – 2       | Bryant                                                | 8,000             |
| 7 tháng 10 năm 1899  | Lincoln City         | H   | 1 – 0       | Cassidy                                               | 5,000             |
| 14 tháng 10 năm 1899 | Small Heath          | A   | 0 – 1       |                                                       | 10,000            |
| 21 tháng 10 năm 1899 | New Brighton Tower   | H   | 2 – 1       | Cassidy (2)                                           | 5,000             |
| 4 tháng 11 năm 1899  | Woolwich Arsenal     | H   | 2 – 0       | Jackson, Roberts                                      | 5,000             |
| 11 tháng 11 năm 1899 | Barnsley             | A   | 0 – 0       |                                                       | 3,000             |
| 25 tháng 11 năm 1899 | Luton Town           | A   | 1 – 0       | Jackson                                               | 3,000             |
| 2 tháng 12 năm 1899  | Burslem Port Vale    | H   | 3 – 0       | Cassidy (2), Jackson                                  | 5,000             |
| 16 tháng 12 năm 1899 | Middlesbrough        | H   | 2 – 1       | Erentz (pen.), Parkinson                              | 5,000             |
| 23 tháng 12 năm 1899 | Chesterfield         | A   | 1 – 2       | Griffiths                                             | 2,000             |
| 26 tháng 12 năm 1899 | Grimsby Town         | A   | 7 – 0       | Bryant (2), Cassidy (2), Jackson, Parkinson, own goal | 2,000             |
| 30 tháng 12 năm 1899 | Gainsborough Trinity | A   | 1 – 0       | Parkinson                                             | 2,000             |
| 6 tháng 1 năm 1900   | Bolton Wanderers     | H   | 1 – 2       | Parkinson                                             | 5,000             |
| 13 tháng 1 năm 1900  | Loughborough         | A   | 2 – 0       | Jackson, Parkinson                                    | 800               |
| 20 tháng 1 năm 1900  | Burton Swifts        | H   | 4 – 0       | Gillespie (3), Parkinson                              | 5,000             |
| 3 tháng 2 năm 1900   | Sheffield Wednesday  | H   | 1 – 0       | Bryant                                                | 10,000            |
| 10 tháng 2 năm 1900  | Lincoln City         | A   | 0 – 1       |                                                       | 3,000             |
| 17 tháng 2 năm 1900  | Small Heath          | H   | 3 – 2       | Cassidy, Godsmark, Parkinson                          | 12,000            |
| 24 tháng 2 năm 1900  | New Brighton Tower   | A   | 4 – 1       | Collinson (2), Godsmark, Smith                        | 8,000             |
| 3 tháng 3 năm 1900   | Grimsby Town         | H   | 1 – 0       | Smith                                                 | 12,000            |
| 10 tháng 3 năm 1900  | Woolwich Arsenal     | A   | 1 – 2       | Cassidy                                               | 3,000             |
| 17 tháng 3 năm 1900  | Barnsley             | H   | 3 – 0       | Cassidy (2), Leigh                                    | 6,000             |
| 24 tháng 3 năm 1900  | Leicester Fosse      | A   | 0 – 2       |                                                       | 8,000             |
| 31 tháng 3 năm 1900  | Luton Town           | H   | 5 – 0       | Cassidy (3), Godsmark (2)                             | 6,000             |
| 7 tháng 4 năm 1900   | Burslem Port Vale    | A   | 0 – 1       |                                                       | 3,000             |
| 13 tháng 4 năm 1900  | Leicester Fosse      | H   | 3 – 2       | Gillespie, Griffiths, unknown                         | 10,000            |
| 14 tháng 4 năm 1900  | Walsall              | H   | 5 – 0       | Jackson (2), Erentz, Foley, Gillespie                 | 5,000             |
| 17 tháng 4 năm 1900  | Walsall              | A   | 0 – 0       |                                                       | 3,000             |
| 21 tháng 4 năm 1900  | Middlesbrough        | A   | 0 – 2       |                                                       | 8,000             |
| 28 tháng 4 năm 1900  | Chesterfield         | H   | 2 – 1       | Holt, Grundy                                          | 6,000             |

| # | Câu lạc bộ      | Tr | T  | H | B  | Bt | Bb | Hs | Điểm |
| - | --------------- | -- | -- | - | -- | -- | -- | -- | ---- |
| 3 | Small Heath     | 34 | 20 | 6 | 8  | 78 | 38 | 40 | 46   |
| 4 | Newton Heath    | 34 | 20 | 4 | 10 | 63 | 27 | 36 | 44   |
| 5 | Leicester Fosse | 34 | 17 | 9 | 8  | 53 | 36 | 17 | 43   |

## FA Cup
| Thời gian            | Vòng đấu              | Đối thủ     | H/A | Tỷ số Bt-Bb | Cầu thủ ghi bàn | Số lượng khán giả |
| -------------------- | --------------------- | ----------- | --- | ----------- | --------------- | ----------------- |
| 28 tháng 10 năm 1899 | Vòng sơ loại đầu tiên | South Shore | A   | 1 – 3       | Jackson         | 3,000             |